# Redystowo
Redystowo (kaszb. Redëstòwò) – osada wsi Rozłazino w Polsce, położona w województwie pomorskim, w powiecie wejherowskim, w gminie Łęczyce. Jest częścią sołectwa Rozłazino. Redystowo znajduje się na trasie linii kolejowej Kartuzy-Lębork (obecnie zawieszonej).
Według danych na dzień 31 grudnia 2006 roku Redystowo zamieszkiwało 44 mieszkańców.
W latach 1945–1975 Redystowo administracyjnie należało do tzw. dużego województwa gdańskiego, a w latach 1975-1998 do tzw. małego województwa gdańskiego.
Po zniesieniu gmin i pozostawieniu w ich miejscu gromad, w latach 1957-1975 Redystowo administracyjnie należało do województwa gdańskiego, powiatu lęborskiego.

W latach 1975–1998 osada administracyjnie należała do województwa gdańskiego.

Obecnie Redystowo zaliczane jest do ziemi lęborskiej włączonej w skład powiatu wejherowskiego.